# Мовчаніво-Ружинська волость
Мовчаніво-Ружинська волость — історична адміністративно-територіальна одиниця Сквирського повіту Київської губернії з центром у селі Ружинська Мовчанівка.
Станом на 1886 рік складалася з 6 поселень, 5 сільських громад. Населення — 4176 осіб (2075 чоловічої статі та 2101 — жіночої), 494 дворових господарства.
Наприкінці 1880-х років волость було ліквідовано, поселення увійшли до складу Верхівнянської (Карабчиїв) та Ружинської (Ружинська Мовчанівка, Плоска та Ягнятин) волостей.
|                     | Площа, десятин | У тому числі орної, дес. |
| ------------------- | -------------- | ------------------------ |
| Сільських громад    | 3889           | 3395                     |
| Приватної власності | 4150           | 2577                     |
| Іншої власності     | 325            | 176                      |
| Загалом             | 8364           | 6148                     |

Поселення волості:
- Ружинська Мовчанівка — колишнє власницьке село при озері за 22 версти від повітового міста, 1640 осіб, 194 двори, православна церква, школа, постоялий будинок.
- Карабчиїв — колишнє власницьке село при річці Роставиця, 1362 особи, 166 дворів, православна церква, школа, 2 постоялих будинки.
- Плоска — колишнє власницьке село при річці Роставиця, 662 особи, 82 двори, православна церква, школа, постоялий будинок.
- Ягнятин — колишнє власницьке село при річці Роставиця, 1247 осіб, 132 двори, православна церква, школа, школа, постоялий будинок, водяний млин.